# Lucasidia mkeiteb
Lucasidia mkeiteb là một loài bướm đêm trong họ Noctuidae.